# Zabołotje (rejon diedowiczski)
Zabołotje (ros. Заболотье) – wieś (ros. деревня, trb. dieriewnia) w zachodniej Rosji, w wołoscie Pożeriewickaja (osiedle wiejskie) rejonu diedowiczskiego w obwodzie pskowskim.

## Geografia
Miejscowość położona jest nad rzeką Zabołotje, 15 km od centrum administracyjnego osiedla wiejskiego (Pożeriewicy), 26,5 km od centrum administracyjnego rejonu (Diedowiczi), 84,5 km od stolicy obwodu (Psków).

## Demografia
W 2010 r. miejscowość nie posiadała mieszkańców.